# Gynoplistia (Gynoplistia) manicata
Gynoplistia (Gynoplistia) manicata is een tweevleugelige uit de familie steltmuggen (Limoniidae). De soort komt voor in het Neotropisch gebied.